# Capo della Repubblica del Daghestan
Il Capo della Repubblica del Deghestan (in russo Глава Республики Дагестан?, Glava Respubliki Dagestan; già Presidente della Repubblica del Deghestan fino al 7 luglio 2011) è la più alta carica del sistema politico del Daghestan, e comprende l'incarico di capo di governo sia quello di capo di Stato.

## Storia
Nel luglio 2011, l'Assemblea popolare del Daghestan ha sostenuto gli emendamenti alla costituzione, cambiando il titolo della carica da Presidente a Capo della Repubblica.

## Elenco
| N° | Nome         | Nome                               | Mandato          | Mandato          |              |
| N° | Nome         | Nome                               | Inizio           | Fine             | Partito      |
| -- | ------------ | ---------------------------------- | ---------------- | ---------------- | ------------ |
| 1  |              | Magomedali Magomedov (1930 - 2022) | 26 luglio 1994   | 20 febbraio 2006 | Indipendente |
| 2  |              | Mukhu Aliev (1940–)                | 20 febbraio 2006 | 20 febbraio 2010 | Indipendente |
| 3  |              | Magomedsalam Magomedov (1964–)     | 20 febbraio 2010 | 15 febbraio 2007 | Russia Unita |
| 4  |              | Ramazan Abdulatipov (1946–)        | 15 febbraio 2007 | 3 ottobre 2017   | Russia Unita |
| 5  |              | Vladimir Vasil'ev (1949–)          | 3 ottobre 2017   | 15 febbraio 2007 | Russia Unita |
| 6  |              | Sergej Melikov (1965–)             | 15 febbraio 2021 | in carica        | Indipendente |
| 6  | Russia Unita | Sergej Melikov (1965–)             | 15 febbraio 2021 | in carica        |              |